# Баштаненко, Алексей Владимирович
Алексей Владимирович Баштаненко (укр. Олексій Володимирович Баштаненко; род. 16 марта 1994, Днепропетровск) — украинский футболист, вратарь

## Биография
Родился 16 марта 1994 года в Днепропетровске. Его тренерами были В. В. Матяш (ДЮСШ-2 Днепропетровск), Алексей Чистяков и Сергей Максимыч (академия ФК «Днепр»).
В 2011 привлёк к себе внимание первой команды и был отправлен в «Днепр-2», не прекращая выступления за молодёжку. Посля ухода из «Днепра» Дениса Бойко, первым вратарём команды стал Ян Лаштувка и Баштаненко был приглашён на позицию резервного вратаря. За «Днепр» дебютировал 17 сентября 2016 года в матче «Днепр» — «Звезда» — 0:1. После сезона 2016/17 «Днепр» санкцией ФИФА был понижен до Второй лиги. В этот момент клуб покинули почти все игроки. Во второй лиге костяк команды составили игроки клубной академии, в том числе и Баштаненко.
В июле 2018 года был заявлен харьковской «Коброй», которая заменила в Первой лиге «Гелиос». Однако уже скоро «солнечные» снялись с турнира. Осенью 2018 года Алексей стал игроком команды «Горняк-Спорт» из Горишних Плавней Полтавской области, но не сыграл ни одного матча и во время зимнего перерыва покинул клуб.